# Estação Bayamón
A Estação Bayamón é uma das estações do Trem Urbano de San Juan, situada em Bayamón, seguida da Estação Deportivo. Administrada pela Alternate Concepts Inc., é uma das estações terminais do sistema.
Foi inaugurada em 17 de dezembro de 2004. Localiza-se no cruzamento da Rodovia 5 com a Rua Betances. Atende o bairro de Juan Sánchez.